# Station Hemptinne
Station Hemptinne was een spoorwegstation langs spoorlijn 136 (Rossignol - Florennes-Central) en spoorlijn 136A (Senzeille - Ermeton-sur-Biert) in Hemptinne, een deelgemeente van de Belgische gemeente Florennes. Het station is nu een privé-woning.
0,0: Walcourt ·
2,6: Vogenée ·
3,8: Rossignol ·
5,8: Yves-Gomezée ·
6,9: Saint-Lambert ·
9,3: Hemptinne ·
11,6: Saint-Aubin ·
Florennes-Zuid ·
14,5: Florennes-Centraal
0,0: Senzeille
5,0: Neuville-Nord ·
7,1: Philippeville ·
9,9: Jamagne ·
14,1: Hemptinne ·
14,1: Saint-Aubin ·
19,3: Florennes-Centraal ·
24,2: Stave ·
26,9: Biesmerée ·
29,5: Ermeton-sur-Biert